# 服部直衡
服部 直衡（弘化元年4月5日〈1844年5月21日〉 - 1927年〈昭和2年〉1月27日）は、尾張国名古屋出身の官僚。義三とも称した。

## 人物
弘化元年（1844年）4月5日、名古屋巾下北鷹匠町において生まれる。明治3年（1870年）10月に名古屋藩権少属に就く。廃藩置県に伴い、愛知県庁勤務となる。明治16年（1883年）、四等属まで出世するが、明治19年（1886年）4月に東春日井郡長に転ずる。このとき、正八位に叙された。明治21年（1888年）12月には、前任である吉田禄在に代わり、第2代名古屋区長に任じられた。このときは、市制施行に向けての準備中であり、その業務にあたった。名古屋市成立に伴いその職を解かれ、明治22年（1889年）10月からは中島郡長となっている。翌年8月には中島郡長を辞した。同月27日には名古屋市長就任を依頼されるも、これを固辞したという。八名郡、知多郡長を経て、明治33年（1900年）9月、定年を迎えた。このとき、従六位を叙された。明治43年（1910年）8月には、名古屋市学務委員に選出された。